# Distretto di Khairpur
Il distretto di Khairpur (in urdu: ضلع خیر پور) è un distretto del Sindh, in Pakistan, che ha come capoluogo Khairpur. Nel 1998 possedeva una popolazione di 1.546.587 abitanti.